# Inzlingen
Inzlingen település Németországban, azon belül Baden-Württembergben. Lakosainak száma 2491 fő (2023. december 31.). Inzlingen Grenzach-Wyhlen és Rheinfelden községekkel határos.

## Népesség
A település népessége az elmúlt években az alábbi módon változott:
| Lakosok száma | 1428 | 1661 | 2186 | 2396 | 2380 | 2600 | 2548 | 2487 | 2403 | 2491 |
|               | 1961 | 1967 | 1974 | 1980 | 1987 | 1993 | 2000 | 2006 | 2013 | 2023 |